# Bogomil Bitežnik
Bogomil (Milko) Bitežnik, slovenski publicist, * 21. marec 1907, Ločnik pri Gorici, † 23. februar 1985, Izola.

## Življenje in delo
Rodil se je v slovenski učiteljski družini v Ločniku pri Gorici. Ljudsko šolo je obiskoval v rojstnem kraju in Šempetru pri Gorici. Zaradi neurejenih socialnih razmer je kot gimnazijec opustil šolanje in se v Gorici zaposlil kot uradnik. Med šolanjem v Gorici je bil predsednik srednješolskega društva Vesna. Bil je član organizacije TIGR. Zaradi preganjanja fašistične policije je leta 1931 pobegnil v Kraljevino Jugoslavijo, tu se je v Mariboru zaposlil kot tajnik na gozdarski šoli. Po letu 1932 je bil nezaposlen, leta 1939 pa je postal režiser pri amaterskem gledališču Delavske zbornice v Ljubljani. Po okupaciji Jugoslavije je sodeloval v Osvobodilni fronti, bil aretiran in 11. novembra 1941 pred posebnim sodiščem za zaščito države v Rimu obsojen na 20 let zapora. Leta 1944 se je iz zapora vrnil v Gorico in se vključil v narodnoosvobodilno borbo. Po osvoboditvi je služboval v organih socialnega zavarovanja Ljudske republike Slovenije. Oktobra 1950 je postal direktor Komunalnega zavoda za socialno zavarovanje v Kopru. Leta 1981 je v Kopru objavil knjigo Razvoj zdravstvenega zavarovanja na Primorskem. V njej je analiziral razmere na južnem Primorskem po maju 1945.